# 신비한 동물들과 덤블도어의 비밀
《신비한 동물들과 덤블도어의 비밀》( 神秘한 動物들과 Dumbledore의秘密 ; 영어: Fantastic Beasts: The Secrets of Dumbledore)은 2022년 공개된 판타지 영화이다. 2018년 영화 《신비한 동물들과 그린델왈드의 범죄》의 후속 작품이다.

## 줄거리
알버스 덤블도어는 겔러트 그린델왈드와 짧게 만난 자리에서 서로에 대한 감정을 확인하지만, 그린델왈드는 머글 세계를 파괴하겠다는 계획을 밝힌다. 덤블도어는 한때 그린델왈드를 사랑했기에 그를 지지했지만, 이제는 그의 계획이 광기라고 비난한다.
1932년 중국에서 뉴트 스캐맨더는 미래를 볼 수 있는 기린(Qilin)이 새끼를 낳는 것을 돕는다. 그린델왈드의 추종자들이 어미 기린을 죽이고 새끼를 납치하지만, 뉴트는 쌍둥이 새끼 중 하나를 구한다. 그린델왈드는 기린의 능력을 이용하려 하지만, 뉴트가 다른 기린을 숨겼다는 사실을 모른다.
덤블도어는 그린델왈드와 맺은 피의 맹약 때문에 직접 싸울 수 없어, 뉴트와 그의 형 테세우스, 릴리 힉스, 유서프 카마, 제이콥 코왈스키, 그리고 뉴트의 조수 번티를 모아 그린델왈드의 세계 지배 계획을 막으려 한다. 그들은 베를린으로 향하고, 유서프는 그린델왈드의 측근에 스파이로 잠입한다. 그린델왈드는 퀴니 골드스타인을 이용해 유서프의 진실성을 시험한다. 국제마법사연맹(ICW)은 그린델왈드의 모든 범죄 혐의를 무효화하고, 덤블도어의 반대에도 불구하고 그는 ICW의 최고 지도자 선거에 출마한다.
한편, 그린델왈드의 추종자들은 독일 마법부를 장악하고 테세우스를 체포하며 브라질 후보 비센시아 산토스를 암살하려 한다. 덤블도어는 뉴트를 비밀 감옥 에르크슈타크로 보내 테세우스를 구출하고, 릴리와 제이콥은 암살 시도를 막지만, 제이콥은 그린델왈드 암살 시도의 누명을 쓰게 된다. 그린델왈드는 이를 빌미로 머글을 탄압하려 한다. 한편 크레덴스는 덤블도어와 싸우다 패배하고, 자신이 알버스 덤블도어의 동생인 아베포스의 사생아임을 알게 된다. 크레덴스는 그린델왈드에 대한 충성심을 의심하게 된다. 뉴트와 테세우스는 감옥에서 탈출해 호그와트로 향한다.
마법 세계 지도자들은 부탄에서 새로운 최고 지도자를 선출하기 위한 기린 의식에 모인다. 그린델왈드는 죽은 기린을 되살리고, 덤블도어와 뉴트가 살아남은 기린을 의식에 데려올 것을 알고 크레덴스에게 마지막 기회를 준다. 덤블도어의 동료들은 기린이 든 가방을 숨기기 위해 똑같은 가방을 여러 개 준비한다.
부탄에 도착한 그들은 그린델왈드의 추종자들과 마주친다. 퀴니는 그린델왈드를 배신하고 제이콥과 재회하지만, 붙잡힌다. 조작된 죽은 기린은 그린델왈드에게 절하고 그는 최고 지도자로 선출된다. 그린델왈드는 즉시 머글과의 전쟁을 선포하고 제이콥을 고문한다. 하지만 크레덴스와 뉴트, 번티는 기린이 죽었다는 것을 폭로하고, 선거는 무효화된다. 번티가 숨겨둔 살아있는 기린은 덤블도어에게 절하지만, 덤블도어는 산토스가 더 자격이 있다고 말한다. 기린은 산토스에게 절하고 그녀가 새로운 최고 지도자가 된다. 분노한 그린델왈드는 크레덴스를 죽이려 하지만, 아베포스와 알버스에 의해 막히고, 그들의 충돌로 피의 맹약은 깨진다. 그린델왈드와 덤블도어의 전투는 교착 상태에 이르자 그린델왈드는 사라진다.
사건 이후, 아베포스는 병든 크레덴스를 아들로 받아들이고, 제이콥과 퀴니는 결혼한다. 뉴트는 길 건너편에서 지켜보는 덤블도어를 발견하고, 덤블도어는 뉴트에게 감사를 표한 후 사라진다.

## 출연
- 에디 레드메인 - 뉴트 스캐맨더 역
- 주드 로 -  알버스 덤블도어 역
- 에즈라 밀러 - 크레덴스 베어본 / 아우렐리어스 덤블도어 역
- 댄 포글러 - 제이컵 코왈스키 역
- 앨리슨 수돌 - 퀴니 골드스틴 역
- 캘럼 터너 - 테세우스 스캐맨더 역
- 제시카 윌리엄스 - 율랠리 "랠리" 힉스 역
- 캐서린 워터스턴 - 포펜티나 "티나" 골드스틴 역
- 마스 미켈센 - 겔러트 그린델왈드 역
- 윌리암 나딜람 - 유서프 카마 역
- 빅토리아 예이츠 - 번티 역
- 포피 코비투치 - 빈다 로저 역
- 리처드 코일 - 애버포스 덤블도어 역
- 올리버 마수치 - 안톤 보겔 역
- 마리아 페르난다 칸지두 - 비센시아 산투스 역
- 데이브 웡 - 리우 타오 역
- 피오나 글래스콧 - 미네르바 맥고나걸 역
- 알렉산드르 쿠즈네초프 - 헬무트 역
- 발레리 파흐너 - 헨리에타 피셔 역
- 마자 블룸 - 캐로 역
- 폴 로우행 - 재비니 역
- 라모나 쿤제리브노브 - 에디스 역
- 마티아스 브레너 - 오토 역
- 페터 지모니셰크 - 교도관 역